# Liste der Geotope in Markgröningen
Die Liste der Geotope in Markgröningen nennt die acht vom Landesamt für Geologie, Rohstoffe und Bergbau erfassten Geotope auf dem Gebiet der baden-württembergischen Stadt Markgröningen.

## Liste der Geotope
| Bild | Bezeichnung                                                          | Koordinaten                    | Beschreibung | Geotop-Nr. (mit Steckbrief-Link) |
| ---- | -------------------------------------------------------------------- | ------------------------------ | --- | -------------------------------- |
|      | Zwei Dolinen im Rotenacker N von Markgröningen                       | 48° 55′ 38″ N, 9° 5′ 10,2″ O   | Zwei ca. 150 m auseinanderliegende Dolinen im Rotenacker, als Naturdenkmal 2 Dolinen im Rotenacker geschützt. Sie liegen nahe dem, aber nicht im Naturschutzgebiet Leudelsbachtal. | 14705/2353                       |
|      | Dolinen im Muckenschupf SE von Oberriexingen                         | 48° 55′ 10,6″ N, 9° 2′ 35,9″ O | Sechs gut erhaltene Dolinen im Muckenschupf. Stellenweise sind Terrassenschotter der Enz aufgeschlossen. Geschützt als Naturdenkmal Dolinenfeld Muckenschupf.                      | 9576/2354                        |
|      | Dolinenfeld im Gewann Hinterholz SE von Oberriexingen                | 48° 54′ 59,3″ N, 9° 2′ 31″ O   | Zehn aneinandergereihte, gut erhaltene Dolinen verschiedener Größe und Form im Unterkeuper. Geschützt sind sie als Naturdenkmal Dolinenfeld.                                       | 14706/2355                       |
|      | Aufg. Steinbruch im Gewann „Peterwengert“ NE von Markgröningen       | 48° 54′ 36,5″ N, 9° 5′ 35,1″ O | Ein aufgelassener Steinbruch, der teilweise wieder verfüllt ist und als Naturdenkmal Ehemaliger Steinbruch geschützt ist.                                                          | 14707/2356                       |
|      | Siegfriedsfelsen am Glemsprallhang N von Schwieberdingen             | 48° 53′ 35,7″ N, 9° 3′ 49,5″ O | Eine zehn Meter hohe und fast einhundert Meter lange Felswand. Geschützt als flächenhaftes Naturdenkmal Siegfriedsfelsen.                                                          | 9384/2357                        |
|      | Ehemaliger Steinbruch und Schotterwerk am Gansberg N Schwieberdingen | 48° 53′ 47,7″ N, 9° 4′ 10,6″ O | Geschützt als flächenhaftes Naturdenkmal Ehemaliger Steinbruch am Gansberg. | 14706/2358                       |
|      | Steinbruch ca. 500 m NE vom Schönbühlhof                             | 48° 53′ 43,2″ N, 9° 2′ 15,2″ O | Obere Hauptmuschelkalk-Formation ab Tonhorizont Trigonodus-Dolomit. Nicht geschützt, aber als schutzwürdig erachtet.                                                               | 14762/2421                       |
|      | Lehmgrube/Ziegelei S von Markgröningen an der Straße nach Münchingen | 48° 53′ 54,5″ N, 9° 5′ 10,5″ O | Profil des Löss. Geschützt als flächenhaftes Naturdenkmal „Lehmgrube am Stuttgarter Weg“.                                                                                          | 14763/2422                       |